# Kanton Chatou
Der Kanton Chatou ist seit 1964 ein französischer Wahlkreis im Arrondissement Saint-Germain-en-Laye, im Département Yvelines und in der Region Île-de-France; sein Hauptort ist Chatou.

## Gemeinden
Der Kanton besteht aus fünf Gemeinden mit insgesamt 78.548 Einwohnern (Stand: 1. Januar 2022) auf einer Gesamtfläche von 21,50 km²:
| Gemeinde          | Einwohner 1. Januar 2022 | Fläche km² | Dichte Einw./km² | Code INSEE | Postleitzahl |
| ----------------- | ------------------------ | ---------- | ---------------- | ---------- | ------------ |
| Chatou            | 30.054                   | 5,08       | 5.916            | 78146      | 78400        |
| Croissy-sur-Seine | 10.580                   | 3,44       | 3.076            | 78190      | 78290        |
| Le Port-Marly     | 5.583                    | 1,44       | 3.877            | 78502      | 78560        |
| Le Vésinet        | 15.712                   | 5,00       | 3.142            | 78650      | 78650        |
| Marly-le-Roi      | 16.619                   | 6,54       | 2.541            | 78372      | 78160        |
| Kanton Chatou     | 78.548                   | 21,50      | 3.653            | 7803       | –            |

Bis zur Neuordnung bestand der Kanton Chatou aus den 2 Gemeinden Chatou und Croissy-sur-Seine. Sein Zuschnitt entsprach einer Fläche von 8,52 km2.